# Alavascelio delvallei
Alavascelio delvallei (лат.) — ископаемый вид перепончатокрылых наездников рода Alavascelio из семейства Scelionidae. Один из древнейших представителей паразитических перепончатокрылых. Инклюз обнаружен в отложениях мелового периода (испанский янтарь (Álava), альбский ярус, формация Escucha, около 110 млн лет).

## Описание
Мелкие перепончатокрылые наездники. Длина тела 1,94 мм. Усики 12-члениковые, булава состоит из 6 сегментов. Формула шпор голеней: 1-2-2.
Вид Alavascelio delvallei был впервые описан по инклюзу в янтаре в 2014 году испанским энтомологом Дж. Ортега-Бланко (Jaime Onega-Bianco, Departament d’Estra-tigrafia, Paleontologia i Geociencies Marines, Universitat de Barcelona, Барселона, Испания), канадским биологом Рианом МакКелларом (Ryan C. McKellar, Department of Earth & Atmospheric Sciences, University of Alberta, Эдмонтон, Канада), и американским палеоэнтомологом Майклом Энджелом (M. S. Engel, Division of Invertebrate Zoology, American Museum of Natural History, New York; and Division of Entomology, Paleoentomology, Natural History Museum, and Department of Ecology & Evolutionary Biology, Канзасский университет, Лоренс, Канзас, США) вместе с такими видами как Proterosceliopsis masneri, Bruescelio platycephalus и другими. Включён в состав отдельного монотипического рода Alavascelio. Видовое название дано в честь геолога и гемолога Рафаэля Лопеза дель Валле (Mr. Rafael López del Valle, Испания).